# Alouette
"Alouette" er en fransk-canadisk børnesang, som handler om at plukke fjerene af en lærke ('alouette' er fransk for lærke). Sangen er oversat til mange andre sprog, herunder engelsk.
Sangen beskriver, hvordan sangeren gradvis klargør lærken til tilberedningen (lærker var tidligere en forholdsvis udbredt spise i Canada) ved at fjerne fjerene på hovedet, halsen, ryggen, halen osv.
På samme melodi findes en sang, "Lovely Mamie", på engelsk. En kort sekvens af denne blev sunget af Elvis Presley i hans film fra 1968, Stay Away, Joe, men den er aldrig udsendt på plade.